# 尚普
尚普（Champ、Champy、Champie、Champtanystropheus americanus） 是一種傳聞中生活在北美洲尚普蘭湖的湖怪，目前並無任何科學證據支持牠的存在，雖然已經有超過300件目擊案例被記錄下來。尚普蘭湖是北美洲一座天然淡水湖泊，主要位於美國境內（佛蒙特州與紐約州），但湖面有一部份跨越了美國與加拿大的邊界。湖怪的傳說吸引觀光客前來伯靈頓和普拉茨堡（Plattsburgh）地區旅遊。
大多數人認為尚普是一種類似尼斯湖水怪。許多人猜測尚普可能是已經滅絕的水生爬蟲動物群，類似蛇頸龍的生物，並住在湖泊深處。

## 自然環境與文化

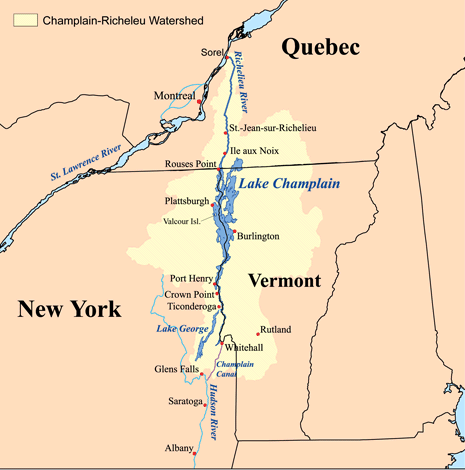
尚普蘭湖的地圖

尚普蘭湖長達125英里（201公里），橫跨紐約州和佛蒙特州，距離加拿大魁北克只有幾公里。
傳說中的尚普成為當地觀光收益的來源之一。例如紐約亨利港就建造一座巨型尚普模型，將每年八月第一個星期六訂為「尚普日」。佛蒙特州的唯一業餘棒球聯盟的吉祥物是佛蒙特湖怪，隨著尚普變得更加著名，隊名後來從佛蒙特博覽會隊更改為佛蒙特湖怪隊（Vermont Lake Monsters）。湖怪一直是紐約賓州聯盟成立以來主要的吸引力。附近的幾個機構，包括洗車公司，都使用尚普作為標誌。

## 目擊歷史
尚普蘭湖附近存在兩種美國原住民部落，分別是易洛魁聯盟與阿本拿基族（Abenaki），他們都有這種生物的傳說。而阿本拿基族稱這種生物為“Tatoskok”。
尚普蘭湖湖怪首次紀錄可能是1609年由法國探險家萨缪尔·德·尚普兰所記錄下來，當時他在觀察湖面的時應該已經發現了尚普 。然而實際上沒有這樣的目擊記錄。
首次尚普的目擊紀錄其實是在1883年，當時警長彌敦道·H·穆尼稱他看到一隻“大海蛇...距離他約50碼”。他聲稱他距離該生物非常近，可以看到“嘴巴裡面的白色圓點”，也宣稱“該生物大約有25到30英尺長”。穆尼的目擊事件造成許多目擊者公開自己的目擊故事。穆尼的故事比尼斯湖水怪的爭論還要早50年。
有些人認為尚普可能是一隻蛇頸龍，類似“尼斯湖水怪”，並聲稱這兩個湖泊有許多共同之處。就跟尼斯湖一樣，尚普蘭湖深度超過400英尺（120米），兩個湖泊都是因為冰川退縮所產生的。尚普可能只有一隻，也可能是一個龐大的族群。

## 照片
1977年，一位業餘攝影師桑德拉·曼西發布一張照片，顯示一隻擁有蛇頸龍般身體和頸部的動物出現在湖面。曼西拍攝的照片，類似於著名的「外科醫生的照片」，它是倫敦醫生威爾遜於1934年所拍攝的尼斯湖水怪照片。
據說這張照片拍攝的地區深度並沒有超過14英尺（4.3米）。據喬·尼克爾（Joe Nickell）的看法，很難解釋一隻巨大生物如何在這樣的淺水當中游泳，更不用說隱藏身體。此外有人認為照片中的物體也可能是浮出水面的樹幹或原木。腐爛的樹木往往於腐爛的過程中聚集瓦斯，有時會以相當快的速度浮出水面。

## 最近目擊紀錄
根據報導指出，一位漁民迪克和他的繼子皮特在2005年的夏天曾經拍攝到尚普的影像。這些圖片經過檢查後，被認為可能是一隻類似蛇頸龍的動物，也可能只是一條魚或鰻魚。照片中可以看到該生物甚至正在張口和閉口。雖然兩名退休聯邦調查局法醫分析這些圖片，也檢查了磁帶，認為這些影像是真實的並未經過人工合成，其中一人還補充說：「我確實可以看到一隻動物或任何其他物體出現在水面上」。
動植物通信研究所於2003年甚至獲得尚普聲音測位器的迴聲定位紀錄，當時他們正為探索頻道節目工作。該小組的結論是：他們錄製到聲音，類似一隻白鯨，甚至也許是一頭海怪，但是不屬於任何已知的動物，而且也沒有任何已知的海豚或鯨魚居住在湖區。
美國魚類及野生動物管理局在2008年進行一項研究計畫，他們與紐約州環境保護局和佛蒙特部魚類及野生動物組織（ Vermont Department of Fish and Wildlife）合作，並於2008年7月發布的報告顯示某些品種的魚類數量變化無法解釋。這項研究指出，牠們的數量週期性增長和衰退，但他們注意到這些變化相當突然。這份報告認為這是由未知因素所造成的。很多人認為因為這是當地著名湖怪尚普引起的。但是尚普蘭湖魚類和野生動物管理合作組織並沒有下達這樣的結論。

## 外部連結
- Finding The Monster Of Lake Champlain - a project[永久]
- Champ, the Lake Champlain "Monster" （页面存档备份，存于）
- Champ sightings board[永久]